# Обичан вампирски шишмиш
Обични вампирски шишмиш или вампир (Desmodus rotundus) је врста сисара из реда слепих мишева (Chiroptera).

## Распрострањење
Ареал врсте обухвата већи број држава. 
Врста има станиште у Аргентини, Мексику, Венецуели, Боливији, Чилеу, Парагвају, Уругвају, Колумбији, Перуу, Еквадору, Панами, Никарагви, Костарици, Гватемали, Хондурасу, Салвадору, Белизеу и Тринидаду и Тобагу.

## Угроженост
Ова врста је наведена као последња брига, јер има широко распрострањење и честа је врста.